# Throckmortonsammansvärjningen
Throckmortonsammansvärjningen (på engelska: Throckmorton Plot) år 1583 var ett försök av några katoliker i England att lönnmörda Elisabet I av England och istället göra Maria Stuart till drottning. Sammansvärjningen har fått sitt namn efter dess huvudman, Francis Throckmorton, som avslöjade detaljerna om sina planer under tortyrförhör. Det man ville uppnå med sammansvärjningen var göra den romerska katolicismen till en accepterad religiös övertygelse i England, vilket den inte var vid tillfället. Throckmortonsammansvärjningen skulle äga rum samtidigt som en planerad invasion av England, lett av Henrik I av Guise och finansierad av Spanien och påven, samt ett uppror av de engelska katolikerna som inkluderade bland andra jesuitorden och William Allen.
Throckmorton hade varit utomlands under några år, men efter att han hade återvänt till England 1583 arbetade han som en sorts medlare mellan katolikerna i kontinentaleuropa, Maria Stuart och den spanske ambassadören Bernardino de Mendoza. Throckmortons arbete väckte sir Francis Walsinghams, drottning Elisabets underrättelsechef, uppmärksamhet. Hans hus genomsöktes och efter att tillräckligt med bevis funnits mot Throckmorton torterades han på en sträckbänk. Under tortyr avslöjade han sin inblandning i sammansvärjningen och även om han senare tog tillbaka sitt utlåtande dömdes han för högförräderi. Throckmorton avrättades i juli 1584. Maria Stuart frihetsberövades och sattes i Chartley Castle i Staffordshire.